# August von Baumgarth
Karl Ludwig August Baumgarth, seit 1873 von Baumgarth (* 14. Dezember 1810 in Kaymen, Kreis Labiau; † 19. Mai 1877 in Königsberg) war ein preußischer Generalleutnant und zuletzt Kommandant der Festung Königsberg.

## Leben

### Herkunft
August war ein Sohn des preußischen Rittmeisters Karl Ernst Baumgarth (1780–1846) und dessen Ehefrau Luise, geborene Weinstein (1786–1865).

### Militärkarriere
Baumgarth trat am 1. November 1827 in das 3. Kürassier-Regiment der Preußischen Armee ein, in dem bereits sein Vater als Rechnungsführer gedient hatte. Er avancierte Mitte August 1832 zum Sekondeleutnant und war 1838/39 zur Lehr-Eskadron kommandiert. Bis Mitte Dezember 1851 stieg Baumgarth zum Rittmeister und Eskadronchef auf und wurde nach seiner Beförderung zum Major am 11. Juni 1858 als etatsmäßiger Stabsoffizier in das 1. Ulanen-Regiment nach Militsch versetzt. Während der Mobilmachung anlässlich des Sardinischen Krieges war er 1859 Kommandeur des mobilen 1. Landwehr-Ulanen-Regiments. Am 24. Juli 1861 erhielt Baumgarth mit der Ernennung zum Kommandeur des Schlesischen Ulanen-Regiments Nr. 2 in Gleiwitz ein eigenes Kommando. Anlässlich der Krönungsfeierlichkeiten von König Wilhelm I. wurde er am 18. Oktober 1861 zum Oberstleutnant befördert und Mitte März 1864 mit dem Sankt-Stanislaus-Orden II. Klasse mit Krone ausgezeichnet. Als Oberst nahm Baumgarth 1866 am Deutschen Krieg teil. Unter Stellung à la suite seines Regiments beauftragte man ihn am 18. Mai 1867 zunächst mit der Führung der 1. Kavallerie-Brigade. Am 13. Juni 1867 erfolgte seine Ernennung zum Brigadekommandeur sowie am 18. Juni 1869 die Beförderung zum Generalmajor.
Im Krieg gegen Frankreich führte Baumgarth die mobile 1. Kavallerie-Brigade in den Schlachten bei Vionville, Gravelotte und Beaune-la-Rolande sowie in den Gefechten bei Sevigny, Galette, Saint Amand, Villeporcher, Château-Renault. Er führte die Aufklärung von Tours durch und erhielt für sein Wirken bei der Einschließung von Metz das Eiserne Kreuz II. Klasse.
Nach dem Friedensschluss übernahm Baumgarth am 23. Mai 1871 wieder das Kommando über die 1. Kavallerie-Brigade. Er wurde am 19. Januar 1873 durch Kaiser Wilhelm I. in den erblichen preußischen Adelsstand erhoben. Nach seiner Beförderung zum Generalleutnant ernannte man ihn am 16. Oktober 1873 zum Kommandanten von Königsberg. In dieser Stellung erhielt er anlässlich des Ordensfestes im Januar 1875 den Stern zum Roten Adlerorden II. Klasse mit Eichenlaub und wurde am 15. April 1875 mit Pension zur Disposition gestellt. Er starb am 19. Mai 1877 in Königsberg.

### Familie
Baumgarth heiratete am 16. September 1841 in Tilsit Pauline Seelmann (1816–1880). Die Tochter Marie (* 1842) ehelichte am 15. November 1872 Karl von Scheffer († 1904), preußischer Hauptmann und Herr auf Schonklitten bei Glommen.